# Aurelio Sabbatini

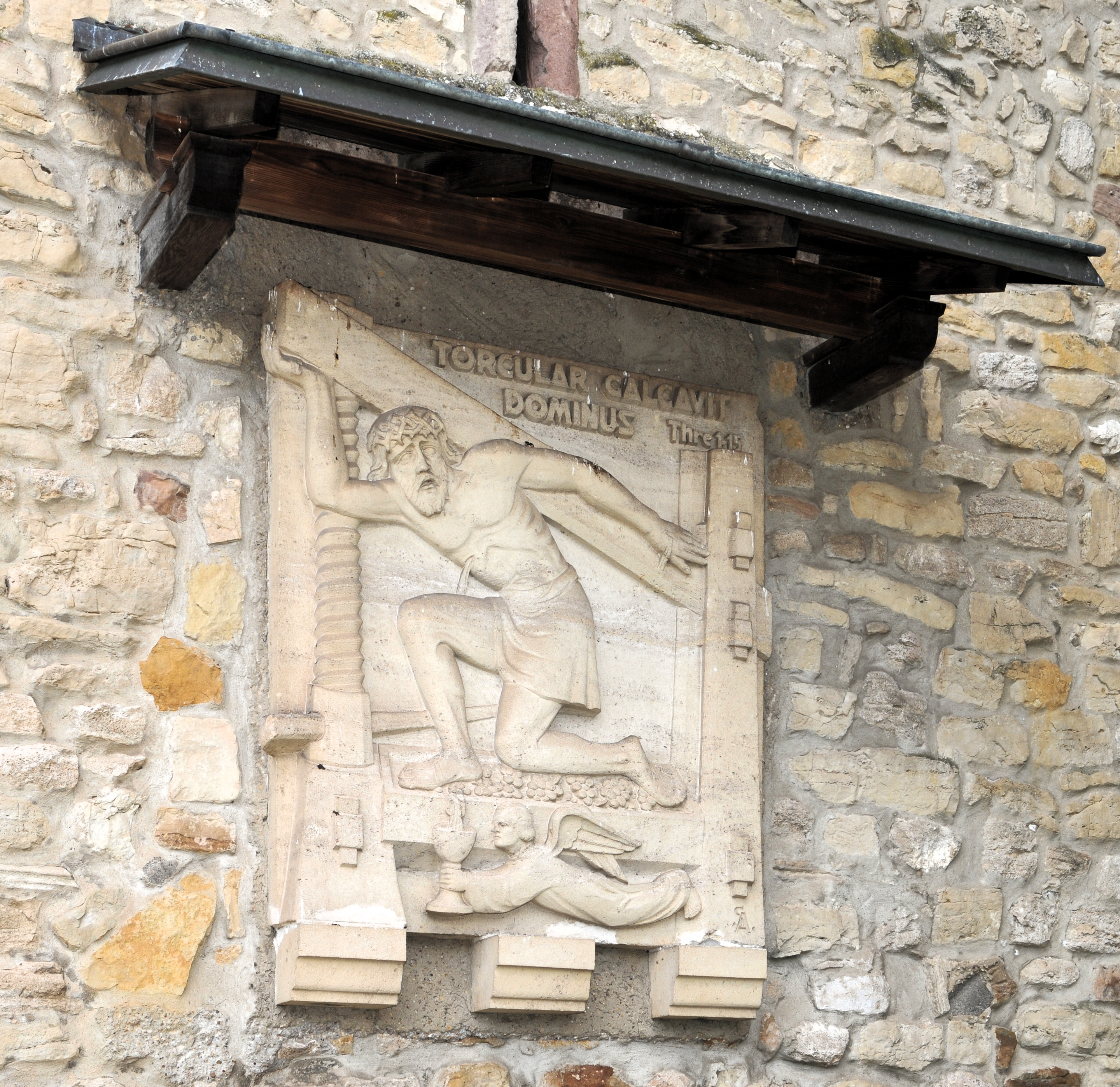
Skulptur am Turm der Kirche von Schwebsingen

Aurelio Sabbatini (* 20. Juli 1909 in Esch an der Alzette; † 7. Juni 1987 ebenda) war ein luxemburgischer Bildhauer und Steinbildhauer.

## Leben
Aurelio Sabbatini, der die Meisterprüfung als Steinbildhauer hatte, arbeitete mit verschiedenen Materialien wie Holz, Marmor, Stein und Keramik.
Er war mit Agnese Brancaleone verheiratet und war Vater von Bettina Sabbatini.
Neben seinen öffentlichen Werken sind auch plastische Arbeiten Sabbatinis auf dem internationalen Kunstmarkt dokumentiert.

## Werke (Auswahl)
- Denkmal für George S. Patton mit Adler auf dem Patton-Platz in Ettelbruck
- Relief an der Adolphe-Brücke in der Stadt Luxemburg
- Relief am Rathaus von Esch
- Fatima-Denkmal in Wiltz
- Marienaltar und Steinreliefs an den Seitenaltären der Herz-Jesu-Kirche (Grenzer Kirche) in Esch
- „Wäimadonna“ in Schwebsingen (1955)
- Kriegsdenkmal in Verdun

## Auszeichnungen
- 1948: Kunstpreis Prix Grand-Duc Adolphe

| Personendaten    | Personendaten                                |
| ---------------- | -------------------------------------------- |
| NAME             | Sabbatini, Aurelio                           |
| KURZBESCHREIBUNG | luxemburgischer Bildhauer und Steinbildhauer |
| GEBURTSDATUM     | 20. Juli 1909                                |
| GEBURTSORT       | Esch an der Alzette                          |
| STERBEDATUM      | 7. Juni 1987                                 |
| STERBEORT        | Esch an der Alzette                          |